# Eupithecia togata
Eupithecia togata là một loài bướm đêm trong họ Geometridae.